# Келестин Валерій Васильович
Валерій Васильович Келестин (нар. 26 вересня 1964, м. Рогатин, Івано-Франківська область) — український бізнесмен і політик.

## Освіта
Львівський державний університет імені Івана Франка (1985—1990), інженер-геолог. Чернівецький національний університет імені Юрія Федьковича (1998—2003), бакалавр права.

## Трудова діяльність
- 1982—1984 — служба в армії.
- 1992—1993 — заступник директора МП «Сапфір 2».
- 1995—1997 — віце-президент промислово-виробничої корпорації «Техноінвестцентр».
- 1997—2005 — віце-президент, голова спостережної ради, голова наглядової ради ЗАТ «Техно-центр», місто Рогатин.
- Листопад 2007 — березень 2010 — радник голови наглядової ради ЗАТ «Техно-центр».

## Парламентська діяльність
Народний депутат України 4-го скликання з квітня 2005 до квітня 2006 від блоку Віктор Ющенка «Наша Україна», № 86 в списку. На час виборів: віце-президент ЗАТ «Техно-центр», член РУХу (УНР). Член фракції УНП (квітень — грудень 2005), член фракції «Наша Україна» (з грудня 2005). Член Комітету з питань законодавчого забезпечення правоохоронної діяльності (з червня 2005).
Народний депутат України 5-го скликання з квітня 2006 до листопада 2007 від Блоку «Наша Україна», № 50 в списку. На час виборів: народний депутат України, безпартійний. Член фракції Блоку «Наша Україна» (з квітня 2006). Член Комітету з питань правосуддя (з липня 2006).
Народний депутат України 6-го скликання з березня 2010 до грудня 2012 від Партії регіонів, № 184 в списку. На час виборів: народний депутат України, безпартійний. Член фракції Партії регіонів (з березня 2010). Член Комітету з питань правосуддя (з квітня 2010).

## Сім'я
Одружений; має сина і дочку.
Брат Юрій, котрий був співзасновником ЗАТ «Техно-центр», загинув в ДТП 24 лютого 2016 на трасі Київ-Чоп 

## Джерело
- Довідка